# Agent trouble - L'ultima corsa
Agent trouble - L'ultima corsa (Agent trouble) è un film del 1987 diretto da Jean-Pierre Mocky.

## Trama
Amanda è una impiegata al museo dell'Uomo e cerca di fare luce sulla morte del nipote Victorien. Quando un pullman carico di 50 morti viene ripescato da un lago Amanda scopre che non è stato a causa di un incidente. Si mette in viaggio alla ricerca della verità ma alle sue calcagna c'è un agente, Alex, che deve uccidere chiunque venga a conoscenza di un misterioso progetto governativo.

## Critica
Il Mereghetti 2003: **
«... itinerario contorto e caricaturale nella provincia francese d'inverno... Deneuve accetta di imbruttirsi...»